# Drum național 7
Der Drum național 7 (rumänisch für „Nationalstraße 7“, kurz DN7) ist eine Nationalstraße in Rumänien.

## Verlauf

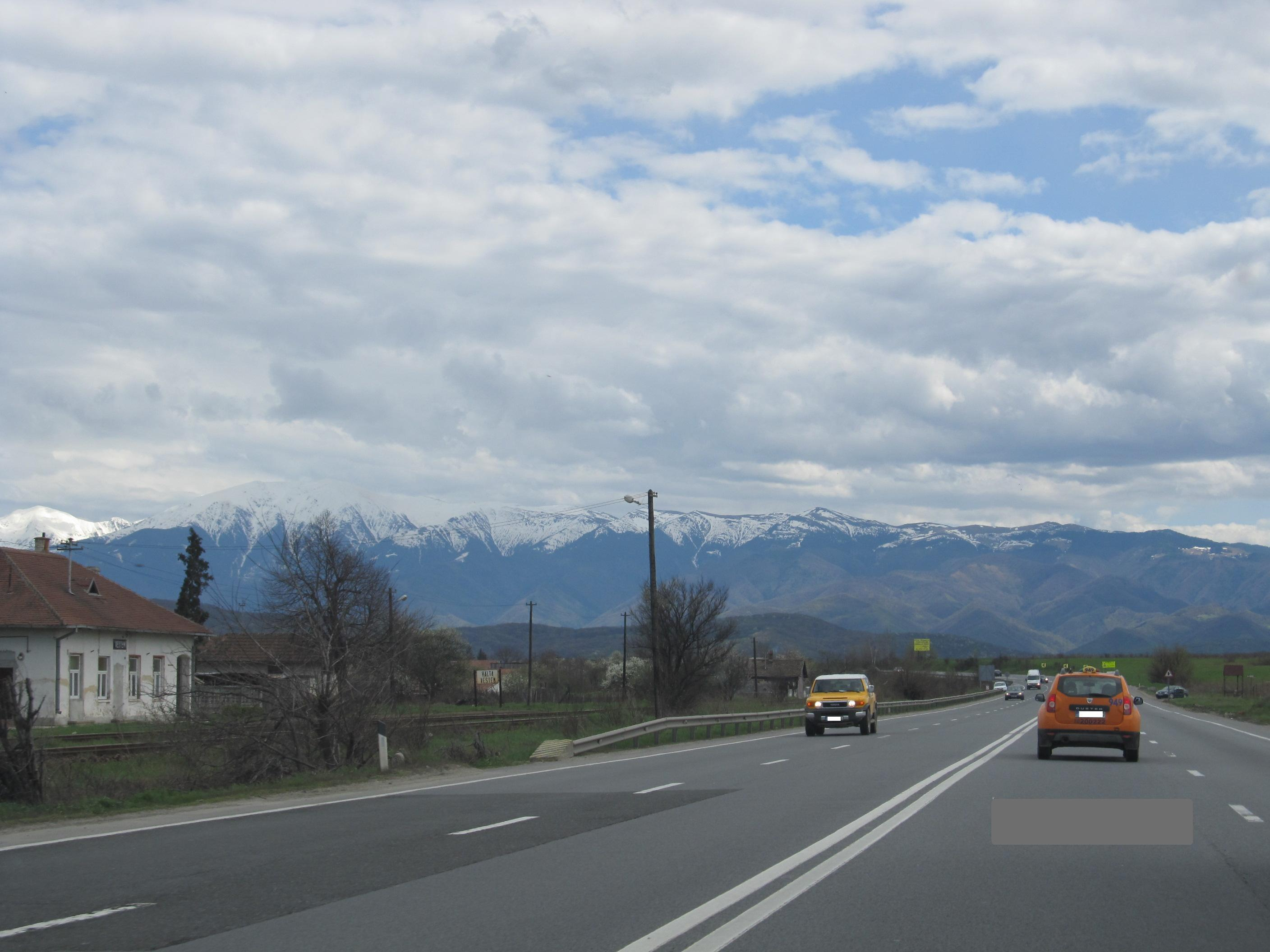
Die Straße bei Veștem (Westen)

Die Straße beginnt in der Hauptstadt Bukarest und verläuft zunächst in nordwestlicher Richtung etwa parallel zum Fluss Argeș über Găești nach Pitești, führt, nunmehr zugleich als Europastraße 81, von dort in das Tal des Olt bei Râmnicu Vâlcea und den Olt aufwärts nach Tălmaciu (Talmesch), vereinigt sich mit dem Drum național 1 und führt nach Hermannstadt (Sibiu). Hier wendet sie sich nach Westen und führt, zugleich als DN1 und Europastraße 68 und begleitet von der Autostradă 1, den Fluss Mureș (Marosch) entlang nach Sebeș (Mühlbach), wo sie sich wieder von dem DN1 trennt. Der DN7 verläuft, begleitet von der Autobahn, weiter nach Westen über Deva (Diemrich), wo die Autobahn vorläufig endet, und Lipova nach Arad, das im Norden umgangen wird, und erreicht schließlich bei Nădlac die rumänisch-ungarische Grenze, an der sie in die ungarische 43-as főút übergeht.
Die Länge der Straße beträgt 525 Kilometer.